# 麥炳榮
麥炳榮（1915年12月19日—1984年9月13日），原名麥漢明，戲行中人尊稱「六哥」，暱稱「牛榮」，是武術指導韓英傑的襟兄弟和于占元的女婿，廣東廣州市番禺人，著名粵劇藝人，師承梁鐘（自由鐘）。

## 簡歷
麥炳榮曾前後加入「人壽年」、「覺先聲」、「新生活劇團」、「前鋒粤劇團」，由配角升包尾小生，再升二幫小武。到了1930年擔當正印小生。
戰前在香港伶影雙棲，而1940年代抗戰時在美國幾年專注於走埠演出，還拍攝電影《幸運新娘》。成名作《銅雀春深鎖二喬》於1947年7月與上海妹在太平戲院首演。
五十年代末和譚蘭卿、鳳凰女組織「大龍鳳劇團」，演出劇目有《百戰榮歸迎彩鳳》、《刁蠻元帥莽將軍》、《彩鳳榮華雙拜相》、《鳳閣恩仇未了情》等。
除了粵劇之外，麥炳榮曾拍攝戲曲電影、粵語電影及電視劇。1963年至1964年，他擔任香港八和會館第11屆理事會主席。
1984年，在美國因心臟病逝世，享年68歲。

## 成名作品
- 《銅雀春深鎖二喬》[6]:44,45
- 《新封神榜》[8][9]

## 開山首本戲
- 《痴鳳狂龍》[10]
- 《金釵引鳳凰》[10]
- 《燕歸人未歸》[10]
- 《雙龍丹鳳霸皇都》[10]
- 《旗開得勝凱旋還》[10]
- 《桃花湖畔鳳求凰》[10]
- 《血雁重歸燕未歸》[10]
- 《百戰榮歸迎彩鳳》[7]
- 《十年一覺揚州夢》[7]
- 《鳳閣恩仇未了情》[7]
- 《刁蠻元帥莽將軍》[7]
- 《彩鳳榮華雙拜相》[7]
- 《梟雄虎將美人威》[11]
- 《蓋世雙雄霸楚城》[12]
- 《一劍雙鞭碎海棠》[13]
- 《打死不離親兄弟》[7]
- 《不斬樓蘭誓不還》[7]
- 《金鳳銀龍迎新歲》[14]
- 《衣錦榮歸迎彩鳳》[14]
- 《今宵重見鳳凰歸》[14]

其首本名劇還有《黃飛虎反五關》、《十奏嚴嵩》、《三氣周瑜》等等。

## 個人生活
1966年2月麥炳榮與武俠影后于素秋結縭。

## 電影作品
演員（共118部）

| - 徐鳴皐三探寧王府（1940年） - 一代名花花影恨（1940年） - 夜盜紅綃（1940年） - 冰山火線（1941年）... 封雲 - 蕩寇誌（1941年） - 七劍十三俠（1946年） - 蕩寇誌（1947年） - 三月杜鵑魂（1947年） - 幸運新娘（1947年） - 御貓大戰錦毛鼠（1948年） - 背解紅羅（1949年）... 李文龍 - 俠盜黑海棠（1950年） - 新封神榜（1953年）... 殷洪 - 初為人母（1954年） - 婦道（1955年） - 後窗（1955年） - 危城鶼鰈（1955年） - 三誤佳期（1956年） - 麗鬼呼聲（1956年） - 陳宮罵曹（1957年） - 洛神（1957年） - 包公奇案（1957年） - 妻賢子孝母含冤（1958年） - 火網梵宮十四年（1958年） - 魂化瑤台夜合花（1958年） - 文姬歸漢（1958年） - 硃痕記（1958年） - 雙仙拜月亭（1958年） - 漢宮生死恨（1958年） - 芙蓉傳（1959年） - 鐵扇公主神火破天門（1959年） - 安祿山夜祭貴妃墳（1959年） - 花開並蒂蓮（1959年）... 麥家祺 - 除卻巫山不是雲（1959年） - 漢女貞忠傳（1959年） - 紅孩兒水晶宮救母（1959年） - 戰國佳人（1959年）... 荊軻 - 白髮蘇娘懷石胎（1959年） - 石頭太子篡位（白髮蘇娘大結局）（1959年） - 寶兒孝祖救雙親（1960年） - 飛頭公主雷電鬥飛龍（1960年） - 天雷劈棺生鬼仔（1960年）... 顧子明 - 琴挑誤（上集、下集）（1960年）... 王壽昌 - 白蛇女碎屍還孽債（上集）（1960年） - 錦羅記（1960年）... 張順清 - 猛鬼孤兒（1960年） - 附薦何文秀（1960年） - 苦兒救母（1960年） - 飛頭公主滴血救親夫（1960年） - 陰陽河會妻 (白蛇女碎屍還孽債大結局) （1960年） - 雙考女萬里尋親（1960年）... 胡玉峰 - 雙孝子月宮救母（1960年） - 貞娥刺虎（1960年） - 小甘羅拜相（1961年） - 血掌殺姑案（1961年） - 楊門女將告御狀（1961年）... 寇準 - 傻俠勤王（1961年）... 吳慶雲 - 十年一覺楊州夢（1961年） | - 一柱擎天雙虎將（1961年）... 韓忠燕 - 天賜福星（1961年） - 太平天國女英雄（1961年）... 翼王石達開 - 武林十三劍（上集、下集）（1961年） - 一命救全家（1961年） - 蘆花河會母（1961年）... 薛丁山 - 夜光杯（上集、下集）（1961年） - 十八追魂劍（1961年） - 夫證妻凶（1961年） - 花木蘭（1961年） - 黑夜飛頭記（1961年） - 冤魂塔（1961年） - 鬼仔報親仇（1961年） - 十三歲封王（1961年） - 百戰榮歸迎彩鳳（1961年） - 孤兒救祖（1961年） - 三戰定江山（1961年） - 義犬神童（1961年） - 金鑾教子認生娘（1961年） - 火網英雄傳（1961年）... 陶安 - 刁蠻元帥莽將軍（1962年） - 梨渦一笑九重冤（1962年） - 珠樓錯（1962年） - 一樓風雪夜歸人（1962年） - 危城金粉（1962年） - 洪宣嬌（1962年） - 春花長好月長圓（1962年）... 周榮冕 - 鳳閣恩仇情未了（1962年） - 火海勝字旗（1962年） - 斷橋產子（1962年） - 龍虎風雲萬里紅（1962年） - 打死不離親兄弟（1962年） - 小甘羅拜相（大結局）（1962年） - 血洗愛河橋（1962年） - 搶老婆（1962年）... 陳子平 - 木偶公主（1962年）... 東巴國王 - 春滿帝皇家（1962年）... 虎賁太子 - 旱天雷（1962年） - 黑獄孤兒（1962年） - 奇女薛一娘（1962年） - 仙鶴神童救母斬蛟龍（1962年） - 鐵掌震江南（1962年） - 武潘安（1963年） - 萬事勝意（1963年） - 不斬樓蘭誓不還（1963年） - 鐵馬神龍（1963年） - 亂拜石榴裙（1963年）... 凌霄太子 - 御貓大戰錦毛鼠（1963年） - 清官斬孝女（1963年） - 女扒手（1963年） - 霹靂薔薇（上集、下集）（1964年） - 錦秀天堂（1964年）... 粵劇老倌 - 打龍袍（1964年） - 滿堂吉慶（1964年） - 虹霓關（1964年）... 王伯當 - 彩鳳榮華雙拜相（1966年） - 采雲相思不相合 （1970） |

## 外部連結
- 麥炳榮在互联网电影资料库（IMDb）上的資料（英文） Mak Bing-Wing
- 麥炳榮在互联网电影资料库（IMDb）上的資料（英文） Bingrong Mai
- 麥炳榮在香港影庫上的簡介